# Jonati Mavoa
Jonati Mavoa, né sur l'île de Kabara aux îles Lau des Fidji en avril 1920 et mort à Auckland le 16 juin 1985,, est un homme politique fidjien, exerçant une diversité de responsabilités ministérielles de 1969 jusqu'à sa mort.

## Biographie
Employé dans l'administration de ce qui est alors la colonie britannique des Fidji, il devient en 1955 clerc du Conseil législatif de la colonie. À la demande de Ratu Sir Kamisese Mara, il quitte l'administration publique et se présente comme candidat du parti de l'Alliance aux élections législatives de 1966, qui doivent produire le gouvernement qui mènera la colonie à l'indépendance. Le parti de l'Alliance remporte les élections, et Jonati Mavoa, élu député, est fait secrétaire parlementaire auprès du ministre des Ressources naturelles, Ratu Mara, qui est par ailleurs le chef du gouvernement. En janvier 1969, Jonati Mavoa est promu ministre des Services sociaux, succédant à Vijay R. Singh qui est promu ministre du Commerce,.
Les Fidji deviennent un État souverain en 1970, et Jonati Mavoa est réélu député à la Chambre des représentants aux élections de 1972, sans opposition dans la circonscription ethnique autochtone couvrant ses îles Lau natales. Il est nommé ministre du Travail dans le gouvernement Mara, Vijay Singh reprenant la responsabilité ministérielle pour les services sociaux,. À l'issue des élections de mars 1977, où il conserve une fois de plus son siège sans opposition, il est fait ministre chargé des relations avec la Chambre des représentants dans le gouvernement minoritaire de Ratu Mara. Ce gouvernement est destitué par l'échec d'un vote de confiance à la Chambre, mais l'Alliance remporte les élections qui s'ensuivent en septembre, et Jonati Mavoa devient ministre du Développement urbain. Le 1er février 1979, il devient ministre de l'Agriculture.
Aux élections de 1982, Jonati Mavoa fait face pour la première fois à un adversaire dans sa circonscription, mais conserve son siège avec une majorité écrasante. En 1984 il est nommé ministre des Affaires étrangères, toujours dans le gouvernement de Kamisese Mara. Le 14 juin 1985, une chute à son domicile à Suva le plonge dans le coma. Évacué en Nouvelle-Zélande pour y être hospitalisé, il y meurt le 16 juin à l'âge de 65 ans. Il laisse l'image d'un responsable politique accessible et à l'écoute des citoyens, « l'un des rares ministres dont la porte était toujours ouverte ».